# Ayuntamiento de Amberes
El Ayuntamiento de Amberes (en neerlandés, Stadhuis van Antwerpen) se alza en el lado occidental de la Grote Markt (Gran Plaza del Mercado) de Amberes, Bélgica. Erigido entre el año 1561 y el 1565, según el diseño de Cornelis Floris de Vriendt y otros arquitectos y artistas, este edificio manierista incorpora tanto influencias flamencas como italianas.
La planta terrena, con una baja arcada de piedra almohadillada, albergó en un tiempo pequeñas tiendas. Por encima hay dos plantas más, con columnas dóricas y jónicas separadas por grandes ventanas con parteluces y una cuarta planta que forma una galería abierta.
La sección central, ricamente ornamentada, se alza sobre los aleros en etapas que van disminuyendo, y presenta estatuas femeninas que representan a la Justicia, Prudencia y a la Virgen María, y luce el escudo del Ducado de Brabante, los Habsburgo españoles y el Margraviato de Amberes.
El Ayuntamiento de Amberes forma parte de un grupo de 56 torres y campanarios de Bélgica y Francia en la lista de Patrimonio de la Humanidad de la Unesco desde 1999.

## Historia
En el siglo XVI, las autoridades municipales propusieron reemplazar el pequeño ayuntamiento medieval de Amberes con una estructura más impresionante que se acomodara a la prosperidad de la gran ciudad portuaria. Domien de Waghemakere trazó un plano (h. 1540) para un nuevo edificio en un estilo típico de los ayuntamientos góticos monumentales de Flandes y Brabante.
Pero una atmósfera de guerra impidió que se avanzara en el proyecto. El material de construcción acumulado para el ayuntamiento se usó para apuntalar las defensas de la ciudad. No fue hasta el año 1560 cuando se empezaron a desarrollar nuevos planos, esta vez en el nuevo estilo renacentista. Acabado en 1565, el edificio duró apenas una década antes de ser incendiado durante el saqueo del año 1576. Fue reparado tres años después.
Las renovaciones a finales del siglo XIX obra de Pierre Bruno Bourla modificaron drásticamente el interior. Gran parte del majestuoso decorado se remonta a esta época, lo mismo que un tejado sobre lo que en el pasado fue un patio interior a cielo abierto.

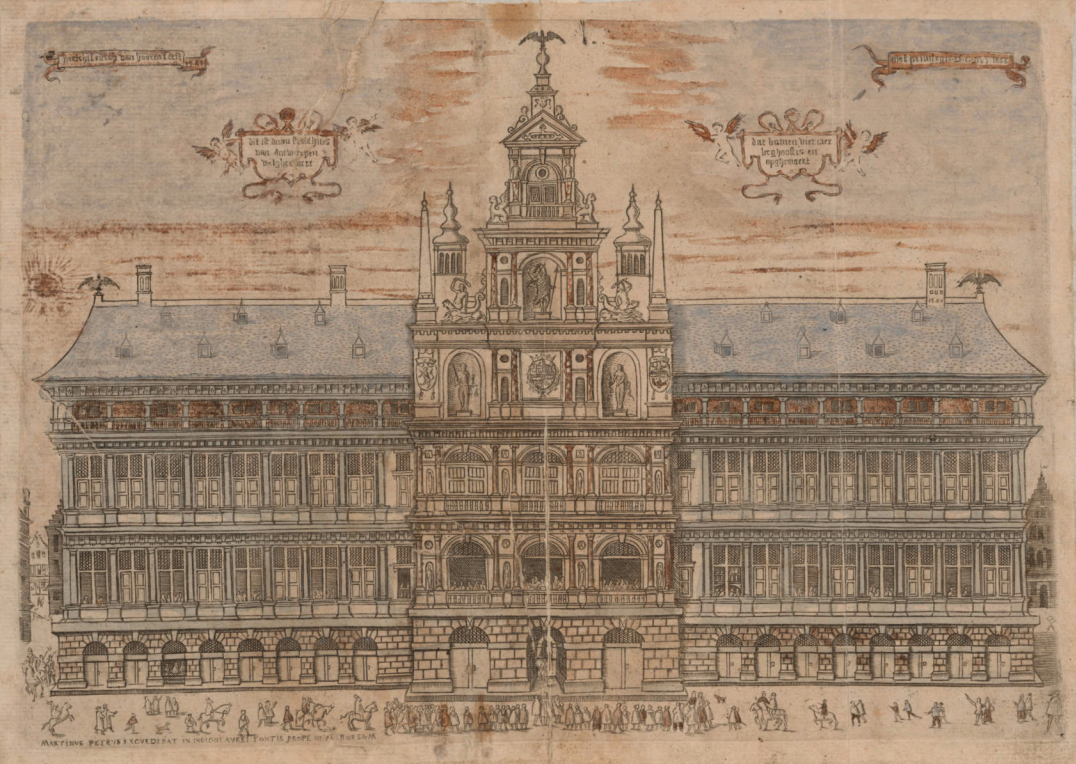
Ayuntamiento de Amberes

## Influencia exterior

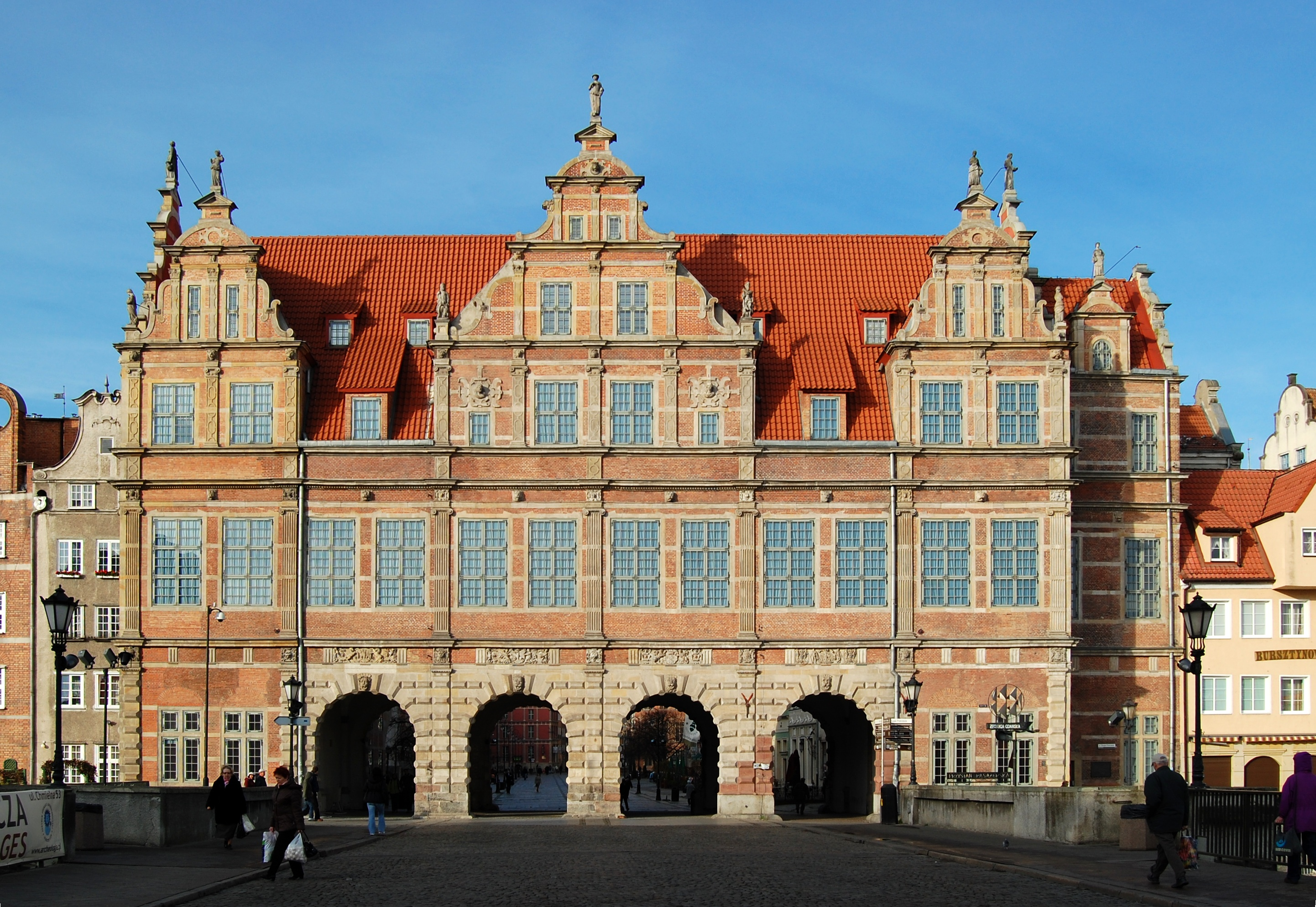
Puerta Verde en Gdańsk.

La Puerta Verde de Gdańsk, Polonia es un edificio claramente inspirado por el ayuntamiento de Amberes. Fue construido entre 1568-1571 para servir como residencia formal de los reyes polacos. Es una obra maestra de Regnier (o Reiner van Amsterdam), el arquitecto de Ámsterdam.